# Jussbergs kulle
Jussbergs kulle är en kungshög i Heda socken Östergötland med beteckningen RAÄ 17:3 Heda i fornminnesregistret.

## Beskrivning i fornminnesinventeringen
På samma plats som heter Jussbergs kulle finns en mindre hög 6 meter i diameter och 0,4 meter hög RAÄ 37:1. Ytterligare en lite större hög 12 meter i diameter RAÄ 37:2.  Dessa två högar hade i första fornlämningsinventeringen  RAÄ  nr 37 och RAÄ nr 38 medan kungshögen hade nr 39:1 med de två resta stenarna som 39:2 och 39:3. Genom att de bildar en gravgrupp fogades de alla in under nr 37 i den senare inventeringen.
Kungshögen är cirka 35 meter diameter och 3,5 meter hög och har beteckningen 37:3. Denna hög har omfattande grävskador med cirka 25 grävda gropar, vanligen 1,5-4 meter i diameter och 0,75-1 meter djupa, den största nordväst om mitten mäter  6 meter i diameter och är 1,5 meter djup. Högen är beväxt med ett 15-tal tallar, åtta björkar, tre körsbärsträd och flera buskar av lövträd mest syrenbuskar.  På samma plats finns två resta stenar RAÄ 37:4 och 37:5.

## Birger Nermans beskrivning i En bronsåldersbygd med storhögar i Östergötland
Nordenskjöld lämnar 1873 uppgifter om Jussberga kulle i Heda socken Nerman citerar honom »Uti ett till St. Jussberg hörande åkergärde finnes en hög af 160 stegs omkrets och 20 stegs sluttningshöjd: den prydes, ej långt från foten, af 3 breda bautastenar af mer än 6 f. höjd samt 2 vårdhållare: de 2 största bautastenarne finnas å vestra sidan, en i öster lutar jemte 2 vårdhållare. Här hafva under lång tid potatisgropar varit anbringade, då man under gräfning till dem träffat på en af kalkstenshällar hvälfd graf samt hittat värjor med fästen och knappar af brons.»
Birger Nerman skriver om ett öster om Jussbergshögen liggande större gravfält mod främst mindre högar. Detta gravfält karterades av Arvid Enqvist 1919, som  registrerade 118 högar av olika storlekar. Många högar har också bortodlats bland annat vid den stora högen. Enqvist anger för kungshöjden en höjd på 5—6 m och en diameter av cirka 35 m. Han framhåller att högens kanter skadats av odling i äldre tid. Högens toppgrop mätte Enqvist till c:a 8 m diameter med 1,5 meters djup. De mindre groparna på högen anger han till 2—3 m i diameter. 
Av andra högar på gravfältet  har bara en större mått enligt Enqvist en diameter av omkring 20 m och en höjd av 3—4 m. Inga andra högar var större än 15 meter i diameter. I oktober 1935 besökte Birger Nerman Jussbegs kulle. Han uppskattade att Enqvists uppgivna höjd var för stor. Nerman uppskattade höjde till 4—5 m. Diametern uppfattade han som större cirka 40 m. Dessa mått stämmer bättre med Nordcnskjölds. Förmodligen är det samma hög, Jussbergs kulle, som Montelius ger uppgifter om (i Svenska Fornminnesföreningens Tidskrift, XII, sid. 289): "I en stor kulle på Isberga Mönsterskrifvareboställes ägor i Heda socken har man i en af kalkslenshällar bildad graf funnit värjor' med fästen och knappar af brons. Enligt meddelande af kyrkoherde Wiede." Sagesmannen Wiede verkar ha pekat ut fel plats.
»Värjor med fästen och knappar av brons» avser svärd vilket daterar graven till bronsåldern. Graven var stenskista av kalkhällar med skelettbegravning från äldre bronsålder. Denna datering strider inte mot att gravfältet är från järnåldern- Inga fynd från järnåldersgravarna var kända av Nerman. Platser med stora bronsåldershögar drar ofta till sig andra senare gravar. Någon av gravfältets större högar kan också var  från bronsåldern.